# Agrostis delicatula
Agrostis delicatula é uma espécie de gramínea do gênero Agrostis, pertencente à família Poaceae.